# Francisco Jiménez Tejada
Xisco, właśc. Francisco Jiménez Tejada (ur. 16 czerwca 1986) – piłkarz hiszpański występujący na pozycji napastnika w urugwajskim klubie CA Peñarol. Zaliczył jedenaście występów w reprezentacji Hiszpanii do lat 21.